# Muntanyes de Thanon Thong Chai

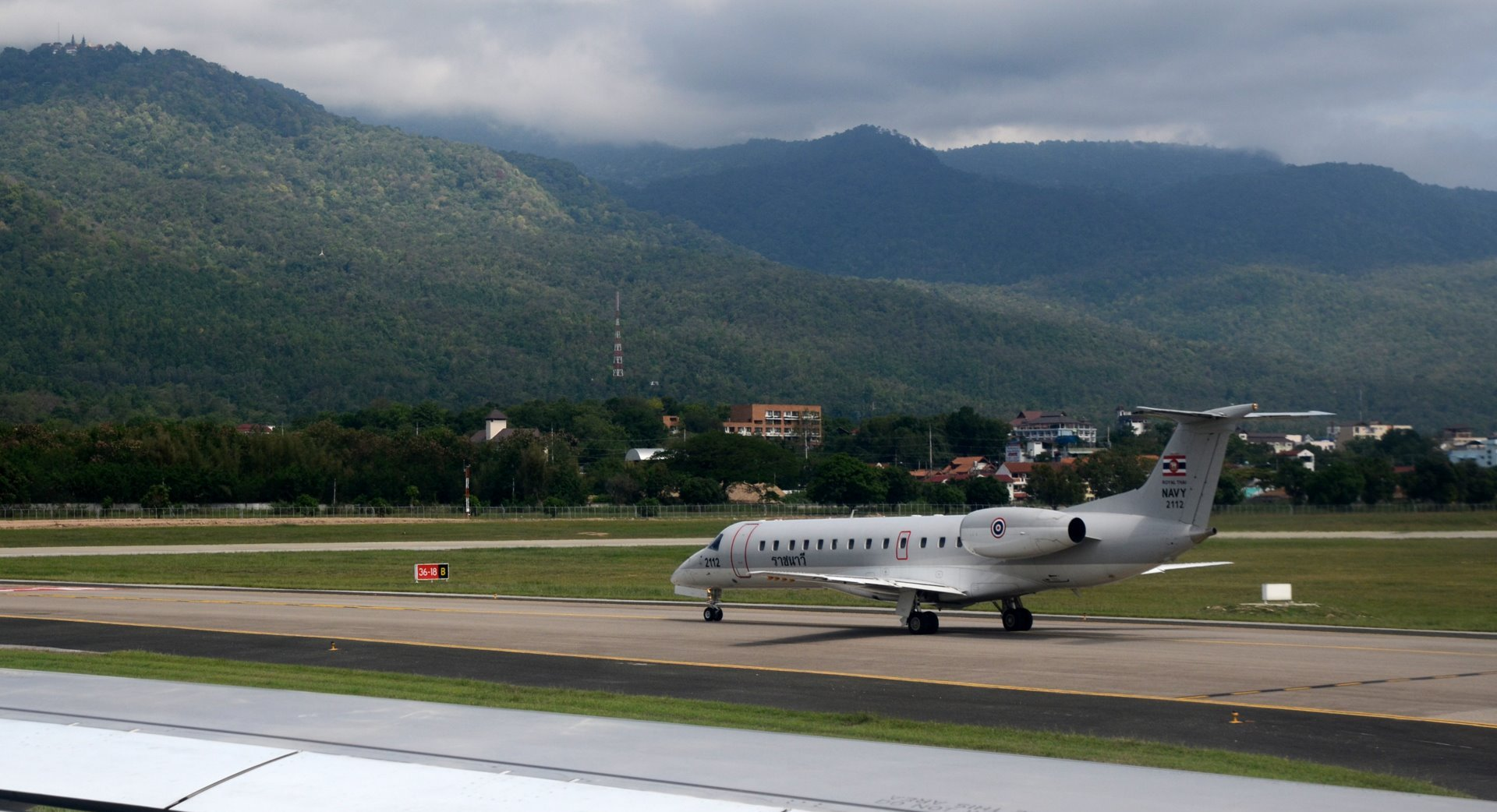
Vessant est de la serralada oriental de Thanon Thong Chai vist des de l'aeroport de Chiang Mai, Tailàndia

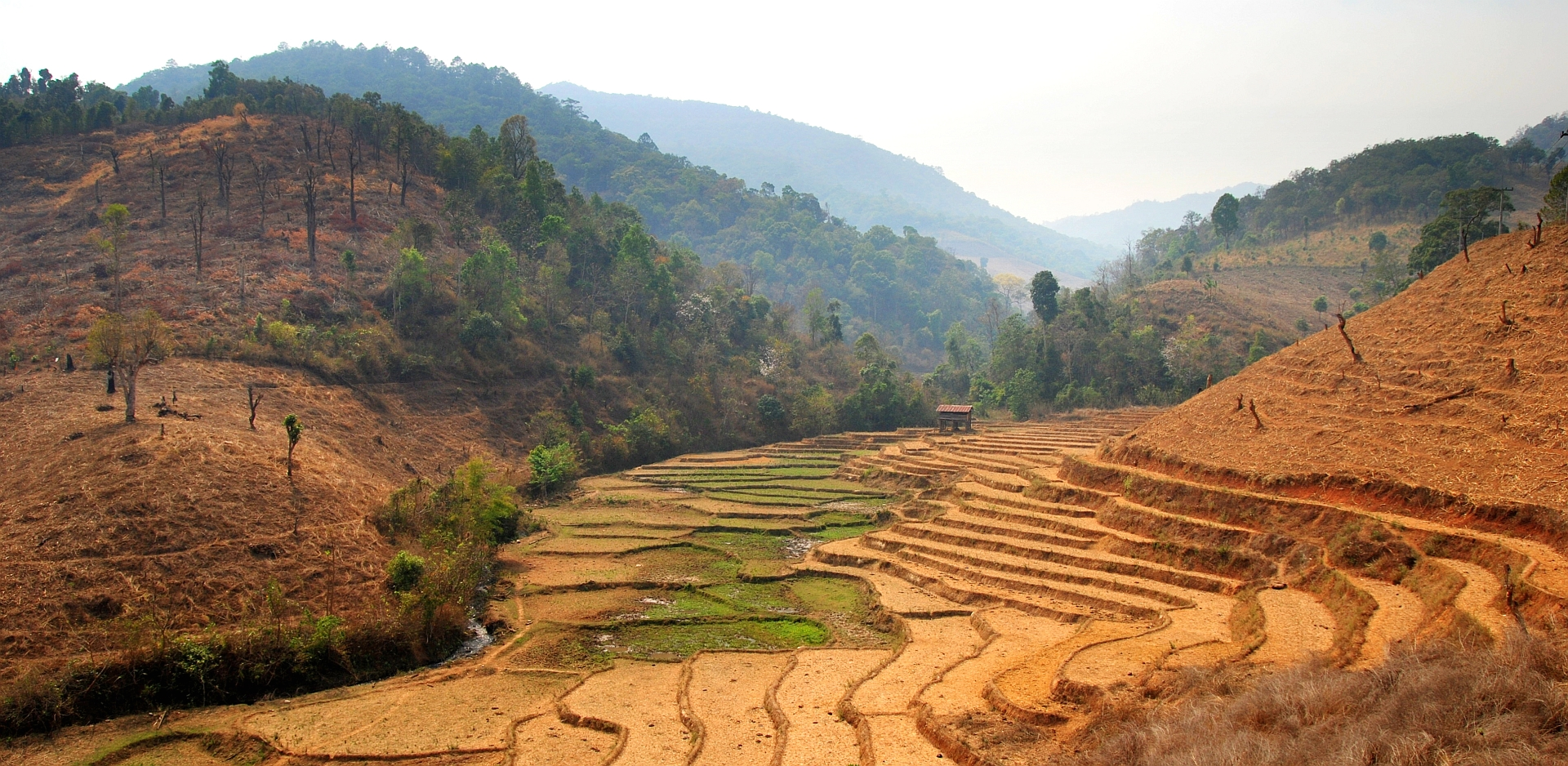
Desforestació severa a la serralada de Thanon Thong Chai, Districte de Mae Chaem

Les Muntanyes de Thanon Thong Chai (tailandès เทือกเขาถนนธงชัย, Thiokhao Thanon Thong Chai) són una serralada de l'Àsia Sud-oriental d'uns 170 km de longitud.
Aquestes muntanyes consisteixen en dues serrallades paral·leles que s'estenen en direcció meridional entre els rius Yuam i Ping des de la serralada de Daen Lao fins a la Província de Tak a Tailàndia. Doi Inthanon (2.120 m), un pic ultra prominent, és el cim més alt de la serralada i alhora el punt més alt de Tailàndia. Altres cims importants són Doi Hua Mot Luang (2,340 m), Doi Pui (1,685 m) i Doi Suthep (1,676 m).
Geològicament les muntanyes de Thanon Thong Chai tenen molta afinitat amb la cordillera de Dawna situada a l'oest, i les Muntanyes de Tenasserim situades més al sud. Hi ha roques del Precambrià que no es troben en les cordilleres més a l'est, com les Muntanyes de Khun Tan, i de Phi Pan Nam.

## Ecologia i activitat humana
La vegetació original de les muntanyes de Thanon Thong Chai eren boscos tropicals humits a elevacions més baixes i mitjanes i boscos perennifolis a altituds superiors. Hi ha hagut molta desforestació en els segles passats i gran part de la cobertura forestal original ha desaparegut, deixant zones cobertes d'herbassars i matoll. Actualment s'han implementat projectes per a restaurar els boscos primigenis en les zones ecològicament més degradades.
Aquesta serralada es troba habitada per grups humans com els Hmong, Akha i Karenni que viuen en nuclis menuts als vessants de les muntanyes. Alguns d'ells són refugiats que han fugit la situació d'insurgència a Birmània. Sovint eixos poblets són visitats per grups organitzats de turistes.